# Kenmore, Washington
Kenmore là một thành phố nằm trong quận King thuộc tiểu bang Washington, Hoa Kỳ.
Thành phố này được đặt tên theo. Theo điều tra dân số của Cục điều tra dân số Hoa Kỳ năm 2010, thành phố có dân số 20.460 người.
Thành phố nằm dọc theo bờ biển phía bắc của Hồ Washington. Một cộng đồng những người về hưu nghỉ dưỡng, và cảng công nghiệp nước ngọt, nơi nhộn nhịp thủy phi cơ cá nhân. Tại đây có Đại học Bastyr, một số công viên ven sông và bến du thuyền, và dễ dàng truy cập Đến Đường mòn Burke-Gilman và hệ thống đường xe đạp của quận King. Các di tích lịch sử địa phương bao gồm cựu chủng viện St. Edward, nay là Vườn Tiểu bang Saint Edward; Và công viên Log Boom. Hoa chính thức của thành phố Kenmore là dahlia, chim thành phố chính thức là chim trời xanh tuyệt vời, và thường xanh thành phố chính thức là rododendron. Dân số là 20.460 người tại cuộc Tổng điều tra năm 2010.

## Địa lý
Theo Cục điều tra dân số Hoa Kỳ, thành phố có diện tích km2, trong đó có km2 là diện tích mặt nước.